# 오카자키 가오루
오카자키 가오루(일본어: 岡崎 郁, 1961년 6월 7일 ~ )는 일본의 전 프로 야구 선수이자 야구 지도자, 야구 해설가·평론가이다.

## 인물

### 선수 시절
오이타 현립 오이타 상업고등학교 시절인 1979년 봄과 여름에 있은 고시엔 대회에 출전했고, 졸업 후 호세이 대학으로 진학을 희망했지만 같은 해 프로 야구 드래프트 3순위로 요미우리 자이언츠로부터 지명을 받아 나가시마 시게오 감독의 설득에 의해 입단했다. 그러나 입단 첫 해인 1980년부터 1981년까지 2년간 고노 가즈마사, 시노즈카 도시오, 나카하타 기요시, 하라 다쓰노리 등과 같은 주력 선수들에게 밀리면서 경기 출전 기회를 가질 수가 없었다. 그 후 늑막염이 발병해 요양 생활을 보내는 등 1984년에 연습생 신분으로 뛰었다.
이듬해 1985년부터는 1군에서 뛰기 시작하면서 1987년 시즌에는 유격수로서 시즌 수비율의 일본 기록을 수립하는 등 주전 선수로서의 클래스 기능을 보이는 것도 규정 타석에 도달할 수 없었다. 그러나 프로 생활 10년차인 1989년에는 당시 감독인 후지타 모토시로부터 승부에 강한 배팅을 찾아내 전지 훈련에서는 3루수를 중심으로 1루수까지 해내는 등 수비 위치의 변경이 있었다. 시범 경기에서 수위타자를 획득해 개막전은 1루수로서 선발 출전했고, 그 후 나카하타 기요시의 부상에 의해 3루수를 차지했으며 1992년까지는 3루수의 주전 포지션을 지켰다. 친구인 고마다 노리히로와의 일명 ‘공포의 6·7번 콤비’는 제2의 클린업으로 무장시키는 등 타 구단으로서는 두려움의 대상이 되어 1989년 일본 시리즈 우승, 1990년에는 센트럴 리그 우승에 기여했다. 올스타전에서는 1989년부터 4년 연속 센트럴 리그 3루수 부문에서 팬 투표로 선정되었고 일본 시리즈에서는 1989년에 우수 선수, 1990년 감투상 수상자로 선정, 1993년에는 4번 타자도 맡았다. 1995년 이후에는 모토키 다이스케의 성장, 니시 도시히사의 입단으로 인해 좀처럼 출전 기회를 가질 수가 없어 1996년 시즌 끝으로 현역에서 은퇴했다.

### 그 후
이후 닛폰 방송의 야구 해설위원과 스포츠 캐스터로서도 활동했고, 2005년에 메이저 리그인 뉴욕 양키스에 연수 코치로서 유학한 후 2006년부터 현역 시절 친정팀인 요미우리의 2군 타격 코치로 부임했다. 그 이전에는 도쿄도 지요다구에 소재하고 있는 불고기 전문점의 사장으로 활동하기도 했다. 2008년에는 요미우리의 2군 수석 코치 겸 내야 수비 코치를 맡았고 2009년부터 요시무라 사다아키의 후임으로 2군 감독으로 발탁되는 등 2010년까지 역임했다.
2011년부터는 2010년 시즌 마지막으로 사임한 이하라 하루키의 후임으로서 1군 수석 코치로 부임했고, 2010년에 열린 제17회 IBAF 인터컨티넨탈컵 일본 대표팀 감독을 역임했다.
2011년 11월 11일, 다음 시즌에 관련해서는 오카자키의 수석 코치 유임으로 정해졌지만 와타나베 쓰네오 구단 회장에 의해 에가와 스구루를 수석 코치로 임명하고 오카자키를 2군으로 강등시키는 독단적인 인사를 단행해 구단 대표인 기요타케 히데토시가 와타나베 회장을 비난하는 성명을 냈다. 이에 대해 와타나베는 다음날인 12일에 에가와에게는 정식으로 요청하지 않았다고 반론을 내놓았다. 11월 15일, 모모이 쓰네카즈 구단주가 요미우리 스프링 캠프가 마련된 미야자키현을 직접 찾아가 오카자키에게 다음 시즌의 수석코치로 유임되었다는 사실을 알리기도 했다. 결국 오카자키는 2012년까지 1군 수석 코치를 담당했다. 2013년부터 2015년까지 직책을 가와이 마사히로와 교체하는 형태로 다시 2군 감독을 맡았다. 2016년에는 요미우리 편성 본부 고문을 거쳐서 2017년 1월 1일자로 요미우리 스카우트 부장으로 발탁됐다.

## 상세 정보

### 출신 학교
- 오이타 현립 오이타 상업고등학교

### 선수 경력
- 요미우리 자이언츠(1980년 ~ 1996년)

### 지도자 경력
- 요미우리 자이언츠 2군 타격 코치(2006년 ~ 2007년)
- 요미우리 자이언츠 2군 수석 코치 겸 내야 수비 코치(2008년)
- 요미우리 자이언츠 2군 감독(2009년 ~ 2010년, 2013년 ~ 2015년)
- 제17회 IBAF 인터컨티넨탈컵 일본 대표팀 감독(2010년)
- 요미우리 자이언츠 1군 수석 코치(2011년 ~ 2012년)

### 수상·타이틀 경력
- 골든 글러브상 : 1회(1990년)
- 일본 시리즈 감투상 : 1회(1990년)
- 일본 시리즈 우수 선수상 : 1회(1989년)

### 개인 기록

#### 첫 기록
- 첫 출장 : 1982년 10월 5일, 대 요코하마 다이요 웨일스 25차전(고라쿠엔 구장), 9회초에 고노 가즈마사를 대신해서 유격수로 출장
- 첫 타석 : 1983년 8월 28일, 대 야쿠르트 스왈로스 18차전(고라쿠엔 구장), 5회말에 고사카 히데노리의 대타로 출장, 미야모토 겐지 앞에서 범퇴
- 첫 안타 : 1985년 4월 13일, 대 요코하마 다이요 웨일스 1차전(고라쿠엔 구장), 8회말에 고노 가즈마사의 대타로 출장, 사이토 아키오로부터 단타
- 첫 선발 출장 : 1985년 4월 25일, 대 주니치 드래곤스 2차전(고라쿠엔 구장), 7번·유격수로서 선발 출장
- 첫 타점 : 1985년 4월 26일, 대 주니치 드래곤스 3차전(고라쿠엔 구장), 3회말에 가쿠 겐지로부터 적시타
- 첫 홈런 : 1985년 7월 31일, 대 히로시마 도요 카프 13차전(히로시마 시민 구장), 7회초에 야마네 가즈오로부터 솔로 홈런

#### 기록 달성 경력
- 통산 1000경기 출장 : 1994년 6월 21일, 대 히로시마 도요 카프 11차전(도쿄 돔), 5번·2루수로서 선발 출장 ※역대 320번째

#### 기타
- 올스타전 출장 : 4회(1989년 ~ 1992년)

### 등번호
- 45(1980년 ~ 1987년)
- 5(1988년 ~ 1996년)
- 75(2006년 ~ 2008년)
- 83(2009년 ~ 2015년)

### 연도별 타격 성적
| 연 도       | 소 속       | 경 기 | 타 석 | 타 수 | 득 점 | 안 타 | 2 루 타 | 3 루 타 | 홈 런 | 루 타 | 타 점 | 도 루 | 도 루 자 | 희 생 번 | 희 생 플 | 볼 넷 | 고 4 | 사 구 | 삼 진 | 병 살 타 | 타 율 | 출 루 율 | 장 타 율 | O P S |
| ----------- | ----------- | ----- | ----- | ----- | ----- | ----- | ------- | ------- | ----- | ----- | ----- | ----- | -------- | -------- | -------- | ----- | ---- | ----- | ----- | -------- | ----- | -------- | -------- | ----- |
| 1982년      | 요미우리    | 1     | 0     | 0     | 0     | 0     | 0       | 0       | 0     | 0     | 0     | 0     | 0        | 0        | 0        | 0     | 0    | 0     | 0     | 0        | ----  | ----     | ----     | ----  |
| 1983년      | 요미우리    | 1     | 1     | 1     | 0     | 0     | 0       | 0       | 0     | 0     | 0     | 0     | 0        | 0        | 0        | 0     | 0    | 0     | 0     | 0        | .000  | .000     | .000     | .000  |
| 1985년      | 요미우리    | 96    | 236   | 198   | 27    | 53    | 11      | 0       | 4     | 76    | 19    | 2     | 0        | 4        | 3        | 30    | 7    | 1     | 29    | 5        | .268  | .362     | .384     | .746  |
| 1986년      | 요미우리    | 92    | 314   | 281   | 33    | 83    | 10      | 3       | 6     | 117   | 37    | 0     | 0        | 11       | 4        | 18    | 5    | 0     | 34    | 7        | .295  | .333     | .416     | .750  |
| 1987년      | 요미우리    | 117   | 359   | 297   | 40    | 74    | 17      | 0       | 0     | 91    | 14    | 0     | 1        | 31       | 2        | 28    | 0    | 1     | 61    | 4        | .249  | .314     | .306     | .620  |
| 1988년      | 요미우리    | 106   | 368   | 316   | 38    | 87    | 13      | 5       | 5     | 125   | 30    | 9     | 1        | 17       | 2        | 33    | 0    | 0     | 39    | 5        | .275  | .342     | .396     | .737  |
| 1989년      | 요미우리    | 127   | 501   | 444   | 57    | 119   | 23      | 1       | 12    | 180   | 59    | 4     | 3        | 5        | 5        | 43    | 1    | 4     | 49    | 8        | .268  | .335     | .405     | .740  |
| 1990년      | 요미우리    | 102   | 403   | 356   | 52    | 103   | 24      | 6       | 6     | 157   | 49    | 2     | 1        | 1        | 4        | 41    | 1    | 1     | 50    | 10       | .289  | .361     | .441     | .802  |
| 1991년      | 요미우리    | 113   | 452   | 400   | 44    | 103   | 13      | 1       | 5     | 133   | 44    | 1     | 2        | 2        | 5        | 43    | 4    | 2     | 56    | 10       | .258  | .329     | .333     | .661  |
| 1992년      | 요미우리    | 124   | 510   | 461   | 57    | 116   | 24      | 2       | 12    | 180   | 53    | 1     | 2        | 0        | 2        | 45    | 2    | 2     | 86    | 6        | .252  | .320     | .390     | .710  |
| 1993년      | 요미우리    | 70    | 183   | 165   | 14    | 35    | 3       | 0       | 3     | 47    | 19    | 1     | 1        | 0        | 2        | 15    | 0    | 1     | 30    | 5        | .212  | .279     | .285     | .564  |
| 1994년      | 요미우리    | 111   | 363   | 327   | 35    | 84    | 15      | 0       | 6     | 117   | 45    | 1     | 1        | 1        | 3        | 32    | 1    | 0     | 32    | 13       | .257  | .320     | .358     | .678  |
| 1995년      | 요미우리    | 84    | 259   | 233   | 23    | 48    | 6       | 2       | 3     | 67    | 14    | 2     | 2        | 3        | 0        | 22    | 1    | 1     | 37    | 7        | .206  | .277     | .288     | .565  |
| 1996년      | 요미우리    | 12    | 13    | 11    | 2     | 1     | 0       | 0       | 1     | 4     | 1     | 0     | 0        | 0        | 0        | 2     | 1    | 0     | 1     | 1        | .091  | .231     | .364     | .594  |
| 통산 : 14년 | 통산 : 14년 | 1156  | 3962  | 3490  | 422   | 906   | 159     | 20      | 63    | 1294  | 384   | 23    | 14       | 75       | 32       | 352   | 23   | 13    | 504   | 81       | .260  | .327     | .371     | .698  |